# Општи избори у Србији 1992.
Општи избори у Србији одржани су 20. децембра 1992. Гласање је одржано само две године након претходних избора и као резултат референдума који је одобрио одржавање превремених избора.
На изборима је победио Слободан Милошевић и његова Социјалистичка партија Србије (СПС), која је освојила 101 од 250 места у Народној скупштини. СПС је формирао владу са Српском радикалном странком Војислава Шешеља. Председничке изборе обележила је потпуна Милошевићева доминација државним медијима са оптужбама за превару бирача и малверзације. Милан Панић је одбио да прихвати резултат и навео да верује да је прави изборни победник.

## Позадина
Слободан Милошевић је био кандидат Социјалистичке партије Србије, а подржала га је искључиво Српска радикална странка.
Милан Панић је био независни кандидат којег су подржали Демократски покрет Србије и Демократска странка. Изборе су бојкотовале политичке партије косовских Албанаца, који су чинили око 17% становништва.

## Резултати

### Председнички избори
| Кандидат                      | Кандидат                      | Предлагач                          | Гласови   | %      |
| ----------------------------- | ----------------------------- | ---------------------------------- | --------- | ------ |
|                               | Слободан Милошевић            | Социјалистичка партија Србије      | 2.515.047 | 57,46  |
|                               | Милан Панић                   | Група грађана                      | 1.516.693 | 34,65  |
|                               | Милан Парошки                 | Народна партија и српска опозиција | 147.693   | 3,37   |
|                               | Драган Васиљковић             | Група грађана                      | 87.847    | 2,01   |
|                               | Јездимир Васиљевић            | Група грађана                      | 61.729    | 1,41   |
|                               | Мирослав Милановић            | Група грађана                      | 28.010    | 0,64   |
|                               | др Блажо Перовић              | Демократска отаџбинска коалиција   | 20.326    | 0,46   |
| Укупно                        | Укупно                        | Укупно                             | 4.377.345 | 100,00 |
|                               |                               |                                    |           |        |
| Важећи гласови                | Важећи гласови                | Важећи гласови                     | 4.377.345 | 98,20  |
| Неважећи/празни гласови       | Неважећи/празни гласови       | Неважећи/празни гласови            | 80.326    | 1,80   |
| Укупни гласови                | Укупни гласови                | Укупни гласови                     | 4.457.671 | 100,00 |
| Регистровани бирачи/излазност | Регистровани бирачи/излазност | Регистровани бирачи/излазност      | 6.949.150 | 64,15  |

### Парламентарни избори
|                                                                                         |           |        |         |      |
| Партија                                                                                 | Гласови   | %      | Мандати | +/–  |
| Социјалистичка партија Србије                                                           | 1.359.086 | 30,62  | 101     | –93  |
| Српска радикална странка                                                                | 1.066.765 | 24,04  | 73      | нова |
| ДЕПОС − Демократски покрет Србије                                                       | 797.831   | 17,98  | 50      | +31  |
| Демократска странка                                                                     | 196.347   | 4,42   | 6       | –1   |
| Демократска заједница војвођанских Мађара                                               | 140.825   | 3,17   | 9       | +1   |
| Српска опозиција: Народна странка, Српска демократска странка, Српски ројалистички блок | 130.139   | 2,93   | 0       | –2   |
| Сељачка странка Србије                                                                  | 128.240   | 2,89   | 3       | +1   |
| Српска народна обнова                                                                   | 84.568    | 1,91   | 0       | 0    |
| Коалиција Демократске странке и Реформске демократске странке Војводине                 | 71.865    | 1,62   | 2       | 0    |
| Социјалдемократска партија                                                              | 47.404    | 1,07   | 0       | 0    |
| ЛСВ–НСС–РС–РК–ГСС                                                                       | 36.780    | 0,83   | 0       | –1   |
| Савез комуниста — Покрет за Југославију                                                 | 32.346    | 0,73   | 0       | нова |
| Демократски савез Хрвата у Војводини                                                    | 17.622    | 0,40   | 0       | –1   |
| Покрет за безбедност и људска права                                                     | 17.495    | 0,39   | 0       | 0    |
| Група грађана − Жељко Ражнатовић Аркан                                                  | 17.352    | 0,39   | 5       | нова |
| Грађански савез Србије                                                                  | 17.276    | 0,39   | 0       | нова |
| Партија за демократско деловање                                                         | 17.172    | 0,39   | 0       | –1   |
| Грађани Нишаве-Мораве и Тимока                                                          | 16.172    | 0,36   | 0       | нова |
| Демократска партија Албанаца                                                            | 10.242    | 0,23   | 0       | нова |
| Српска демократска странка                                                              | 9.771     | 0,22   | 0       | –1   |
| Напредна странка                                                                        | 9.569     | 0,22   | 0       | нова |
| Радничка партија Србије                                                                 | 8.578     | 0,19   | 0       | нова |
| Демократска патриотска коалиција                                                        | 8.291     | 0,19   | 0       | нова |
| Демократска реформска странка Муслимана                                                 | 6.336     | 0,14   | 1       | 0    |
| Нова комунистичка партија Југославије                                                   | 5.042     | 0,11   | 0       | 0    |
| Социјалдемократска партија Рома                                                         | 3.214     | 0,07   | 0       | 0    |
| Југословенска демократска странка добре воље                                            | 3.037     | 0,07   | 0       | нова |
| Нова зелена странка                                                                     | 3.016     | 0,07   | 0       | нова |
| Покрет Влаха и Румуна Југославије                                                       | 2.827     | 0,06   | 0       | нова |
| Демократска политичка партија Рома Србије и Југославије                                 | 2.673     | 0,06   | 0       | 0    |
| Странка привредника и приватне иницијативе                                              | 2.643     | 0,06   | 0       | нова |
| Зелена странка                                                                          | 2.494     | 0,06   | 0       | 0    |
| Велика рокенрол партија                                                                 | 2.295     | 0,05   | 0       | нова |
| Коалиција савезне странке Југословена и Буњевачко шокачке странке                       | 2.051     | 0,05   | 0       | нова |
| Српски отаџбински савез                                                                 | 1.764     | 0,04   | 0       | нова |
| Демократска унија странка                                                               | 1.721     | 0,04   | 0       | нова |
| Социјалистичка народна странка Југославије – НКПЈ                                       | 1.711     | 0,04   | 0       | нова |
| Економско радикална странка                                                             | 1.558     | 0,04   | 0       | нова |
| Радикални блок комуниста Југославије                                                    | 1.516     | 0,03   | 0       | нова |
| Странка за мир и просперитет                                                            | 1.363     | 0,03   | 0       | нова |
| Југословенска демократска странка                                                       | 1.251     | 0,03   | 0       | нова |
| Београдска странка Бест                                                                 | 1.198     | 0,03   | 0       | нова |
| Републиканска странка                                                                   | 1.037     | 0,02   | 0       | 0    |
| Социјалистичка народна странка                                                          | 1.008     | 0,02   | 0       | нова |
| КПЈ–ПЈП–НКПЈ–СДПЈ–СРЈ                                                                   | 781       | 0,02   | 0       | нова |
| Либерална странка                                                                       | 632       | 0,01   | 0       | 0    |
| Партија савез породица Србије–СПАС                                                      | 593       | 0,01   | 0       | нова |
| Партија природног закона                                                                | 523       | 0,01   | 0       | нова |
| Независни                                                                               | 143.884   | 3,24   | 0       | –8   |
| Укупно                                                                                  | 4.437.904 | 100,00 | 250     | 0    |
|                                                                                         |           |        |         |      |
| Важећи гласови                                                                          | 4.437.904 | 94,15  |         |      |
| Неважећи/празни гласови                                                                 | 275.861   | 5,85   |         |      |
| Укупни гласови                                                                          | 4.713.765 | 100,00 |         |      |
| Регистровани бирачи/излазност                                                           | 6.774.995 | 69,58  |         |      |
| Извор: РИК Архивирано на веб-сајту (19. фебруар 2025)                                   |           |        |         |      |

### Неслагања у званичним резултатима избора
Републички завод за статистику није објавио збирне податке избора за председника Републике Србије 1992. (или је, барем, до њих јако тешко доћи). Резултати какви су горе представљени објављени су у Службеном гласнику Републике Србије. Завод, међутим, јесте објавио резултате по појединачним бирачким местима. Сабирањем ових резултата РЗС добијају се другачији подаци, који се могу често наћи цитирани у медијима:
- 6.949.150 уписаних бирача, 4.747.165 (68,31%) изашлих, 4.622.341 (97,37%) важећих листића, 2.673.375 гласова за Слободана Милошевића, 1.604.410 за Милана Панића и 344.556 за остале.

Значајне разлике између ових и резултата објављених у Службеном гласнику потичу од великог броја бирачких места на којима су ови председнички избори поништени и нису поново спроведени, која су била укључена у податке Републичког завода за статистику, али не и у резултате из Службеног гласника.
У публикацији београдског Центра за слободне изборе и демократију Избори у СРЈ од 1990. до 1998. (Владимир Гоати), уз бројеве гласова које су кандидати освојили идентичне датима у чланку наводи се податак о 6.723.995 уписаних бирача, од којих је гласало 4.723.711, а неважећих листића било 275.861 (5,9%), уз позив на извештај Републичке изборне комисије. Како је горе напоменуто, Републички завод за статистику није објавио збирне податке за ове изборе, али треба напоменути да се у подацима за засебне изборе за народне посланике Народне скупштине Републике Србије одржане истог дана наводи 6.774.995 уписаних бирача и 4.723.711 изашлих.

## Сазив парламента и нова влада
Социјалистичка партија Србије је изгубила апсолутну већину у парламенту, али је уз помоћ гласова посланика Српске радикалне странке формирала мањинску владу на чијем челу се налазио Никола Шаиновић.